# Atractosteus
Atractosteus es un género de pejelagartos de la familia Lepisosteidae.

## Especies
Se reconocen las tres especies siguientes:
- Atractosteus spatula (Lacépède, 1803) (catán)
- Atractosteus tristoechus (Bloch & J. G. Schneider, 1801) (Manjuarí o catán Cubano)
- Atractosteus tropicus (Gill, 1863) (pejelagarto)

Además de una especie extinta:
- Atractosteus straussi